# Chrysogorgia agassizii
Chrysogorgia agassizii är en korallart som först beskrevs av Addison Emery Verrill 1883.  Chrysogorgia agassizii ingår i släktet Chrysogorgia och familjen Chrysogorgiidae. Inga underarter finns listade i Catalogue of Life.